# ウァレンス

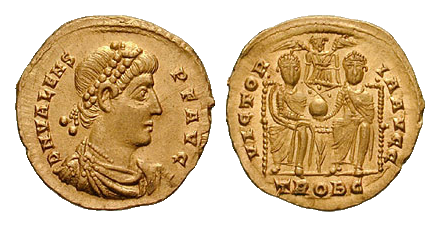
376年にウァレンスによって鋳造された金貨。裏面にはウァレンスと兄のウァレンティニアヌス1世が、権力の象徴である宝珠を持つ姿が描かれている

フラウィウス・ユリウス・ウァレンス（ラテン語: Flavius Iulius Valens, 328年 - 378年8月9日）は、ローマ帝国の皇帝（在位364年 - 378年）。兄ウァレンティニアヌス1世より帝国東部を任されて、共同統治した。ハドリアノポリスの戦い（ゴート戦争）で敗死した。

## 生涯
365年、ユリアヌスの母方の親類であるプロコピウスが自分の方が皇位継承者に相応しいと主張し、反乱を起こして皇帝を僭称した。トラキアや小アジアの都市や軍隊が帰属先を頻繁に変える中、366年、リディアのティアトリアで辛くも戦いに勝利することができ、同年5月27日プロコピウスは処刑された。
376年頃、フン族の侵入にさらされたゴート族が避難場所を求めて帝国領内に移動してきた。ウァレンスはトラキア移住の許可を出したが、その後、ゴート族が暴動略奪を起こしたため、ワレンスはゴート族を鎮圧しようとした。378年、ハドリアノポリスの戦いで両者は会戦したが、ローマ軍は完全に打ち破られてしまい、ウァレンスも負傷した。ウァレンスの死についてアミアウスは二つの説を記録している。一つは「流れ矢によって息絶えた。彼は皇帝らしい服を着ていなかったために、どれがウァレンスの遺体か分からず適切な埋葬も行われなかった」(XXXI.12)二つ目は「負傷したウァレンスは小さな木造の小屋に運ばれた。しかし小屋はゴート族によって燃やされた」 (XXXI.13.14–6)
熱狂的なアリウス派の信徒であるウァレンスがこのような不名誉な死を遂げたことが伝わると、弾圧されていたアタナシウス派（三位一体派）は歓喜したといわれる。
後世の史料において「優柔不断で感情に左右されやすい凡庸な将軍で、全体的に全く特徴がない」「猜疑心が強く、彼の過度の恐怖心から数多くの人間が反逆罪で処刑された」と評されるウァレンスだが、度重なる増税に歯止めをかける政策も行っている。